# Myrtilos

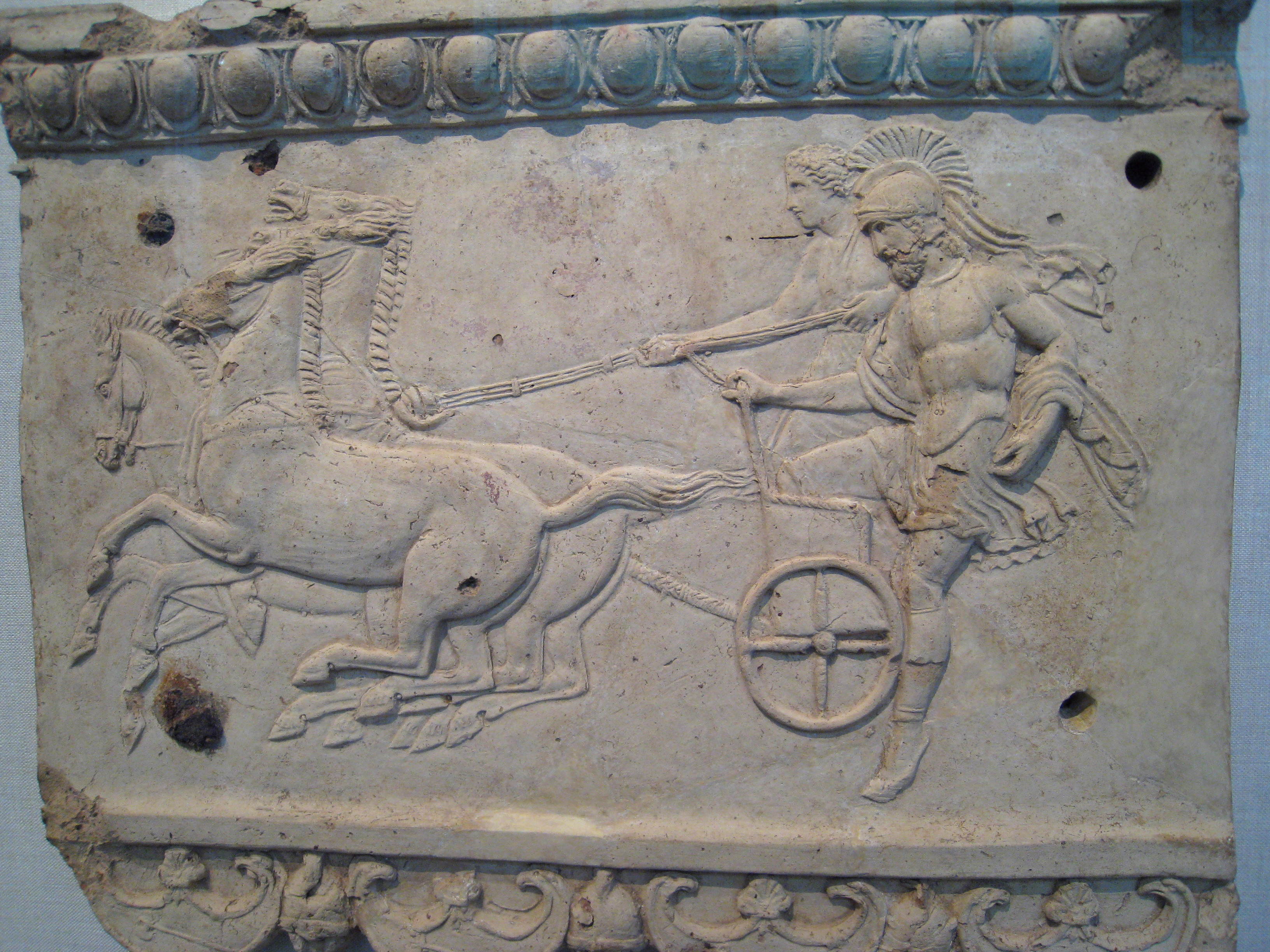
Course de chars avec Œnomaos et Myrtilos, bas relief, Metropolitan Museum of Art (New York)

Dans la mythologie grecque, Myrtilos (en grec ancien Μυρτίλος) est le cocher mythique du roi de Pise Œnomaos. Celui-ci ayant promis la main de sa fille Hippodamie à l'homme qui pourrait le vaincre à la course de chars, Pélops conspira avec Myrtilos pour tuer le tyran en dévissant l'une des roues de son char. Le plan réussit, mais au moment de payer à Myrtilos ce qu'il lui devait (la moitié du royaume et une nuit avec Hippodamie), Pélops le tua de même, non sans lui laisser le temps de hurler force imprécations et de maudire sa lignée.
Myrtilos est le fils d'Hermès – Mercure ; sa mère est soit la Danaïde Phaéthuse, soit Clymène, soit l'Amazone Myrto, soit Théobule.
Platon explique que le nom de Pélops dérive de πέλας (« près » en grec ancien) et de ὄψ (« vue, œil »), parce qu’il n’a pas anticipé, n’a pas pu percevoir que la mort de Myrtilos porterait malheur à sa descendance.